# 1. Frauen-Fußball-Club Frankfurt 2015-2016
Questa voce raccoglie le informazioni riguardanti la squadra femminile del 1. Frauen-Fußball-Club Frankfurt nelle competizioni ufficiali della stagione 2015-2016.

## Divise e sponsor
Le tenute di gioco riprendono i colori sociali della società, il bianco e il nero. Lo sponsor principale è l'istituto di credito Commerzbank, il fornitore delle tenute Adidas.
| Casa | Trasferta |

## Organigramma societario
Tratto dal sito socetario.
Area tecnica
- Allenatore: Colin Bell (1ª-9ª giornata)
- Allenatore: Matt Ross (10ª-22ª giornata)
- Vice allenatore: Kai Rennich
- Preparatore dei portieri: Mario Gros
- Preparatore atletico: Álvaro Molinos
- Medici sportivi: Hans-Joachim Kerger, Nicole Vennemann, Pia Brecht
- Fisioterapisti: Anne Lacroix, Uwe Schröder, Michael Menn
- Accompagnatore: Beate Sust
- Autisti di autobus: Rita Bauer, Nico Bauer
- Team Manager: Stefanie Stavrakidis
- Manager: Siegfried Dietrich

## Rosa
Rosa, ruoli e numeri di maglia come da sito societario e sito DFB.
| N. |                        | Ruolo | Calciatrice        |
| -- | ---------------------- | ----- | ------------------ |
| 1  | Germania (bandiera)    | P     | Desirée Schumann   |
| 2  | Germania (bandiera)    | C     | Isabella Möller    |
| 3  | Germania (bandiera)    | D     | Laura Störzel      |
| 4  | Germania (bandiera)    | D     | Kathrin Hendrich   |
| 5  | Australia (bandiera)   | C     | Emily van Egmond   |
| 6  | Germania (bandiera)    | C     | Saskia Matheis     |
| 7  | Stati Uniti (bandiera) | D     | Jenista Clark      |
| 9  | Giappone (bandiera)    | A     | Yūki Ōgimi         |
| 10 | Germania (bandiera)    | C     | Dzsenifer Marozsán |
| 11 | Germania (bandiera)    | C     | Simone Laudehr     |
| 12 | Germania (bandiera)    | C     | Sophie Schmidt     |
| 13 | Germania (bandiera)    | D     | Marith Prießen     |
| 14 | Belgio (bandiera)      | C     | Jackie Groenen     |
| 15 | Germania (bandiera)    | C     | Celine Rumpf       |
| 16 | Germania (bandiera)    | D     | Ebru Uzungüney     |

| N. |                     | Ruolo | Calciatrice                   |
| -- | ------------------- | ----- | ----------------------------- |
| 17 | Germania (bandiera) | A     | Mandy Islacker                |
| 18 | Germania (bandiera) | C     | Kerstin Garefrekes (capitano) |
| 19 | Germania (bandiera) | A     | Valentina Limani              |
| 20 | Germania (bandiera) | D     | Melissa Friedrich             |
| 21 | Svizzera (bandiera) | A     | Ana-Maria Crnogorčević        |
| 22 | Germania (bandiera) | D     | Jana Löber                    |
| 23 | Germania (bandiera) | A     | Isabelle Linden               |
| 24 | Germania (bandiera) | A     | Theresa Panfil                |
| 25 | Germania (bandiera) | D     | Saskia Bartusiak              |
| 26 | Germania (bandiera) | P     | Cara Bösl                     |
| 27 | Germania (bandiera) | D     | Peggy Kuznik                  |
| 28 | Germania (bandiera) | A     | Nadine Anstatt                |
| 29 | Germania (bandiera) | C     | Julia Matuschewski            |
| 30 | Germania (bandiera) | P     | Anne-Kathrine Kremer          |
| 31 | Germania (bandiera) | P     | Anke Preuß                    |

## Calciomercato

### Sessione estiva
| Acquisti | Acquisti         | Acquisti              | Acquisti                  |
| R.       | Nome             | da                    | Modalità                  |
| -------- | ---------------- | --------------------- | ------------------------- |
| P        | Cara Bösl        | 1. FFC Francoforte II | Aggregata dalle giovanili |
| D        | Jenista Clark    | Friburgo              | definitivo                |
| D        | Ebru Uzungüney   | 1. FFC Francoforte II | Aggregata dalle giovanili |
| C        | Sophie Schmidt   | Sky Blue              | definitivo                |
| C        | Jackie Groenen   | Chelsea               | definitivo                |
| C        | Isabelle Linden  | Bayer Leverkusen      | definitivo                |
| C        | Isabella Möller  | Turbine Potsdam II    | definitivo                |
| C        | Theresa Panfil   | Bayer Leverkusen      | definitivo                |
| C        | Celine Rumpf     | 1. FFC Francoforte II | Aggregata dalle giovanili |
| C        | Emily van Egmond | Newcastle Jets        | definitivo                |
| A        | Yūki Nagasato    | Wolfsburg             | definitivo                |

| Cessioni | Cessioni            | Cessioni                 | Cessioni                       |
| R.       | Nome                | a                        | Modalità                       |
| -------- | ------------------- | ------------------------ | ------------------------------ |
| P        | Miriam Hanemann     | Schott Mainz             | definitivo                     |
| D        | Jana Löber          | 1. FFC Francoforte II    | Aggregata alla squadra riserve |
| D        | Bianca Schmidt      | Turbine Potsdam          | definitivo                     |
| C        | Svenja Huth         | Turbine Potsdam          | definitivo                     |
| C        | Verónica Boquete    | Bayern Monaco            | definitivo                     |
| A        | Alina Ortega Jurado | Penn State Nittany Lions | definitivo                     |

### Sessione invernale
| Acquisti | Acquisti | Acquisti | Acquisti |
| R.       | Nome     | da       | Modalità |
| -------- | -------- | -------- | -------- |
|          |          |          |          |

| Cessioni | Cessioni      | Cessioni | Cessioni   |
| R.       | Nome          | a        | Modalità   |
| -------- | ------------- | -------- | ---------- |
| D        | Jenista Clark | Friburgo | definitivo |

## Risultati

### Frauen-Bundesliga

#### Girone di andata
| Arbitro: | Baitinger (Friesenheim) |

|                        |           |  |
| Ōgimi 76’ Linden 90+2’ | Marcatori |  |

| Arbitro: | Appelmann (Alzey) |

|  |           |             |
|  | Marcatori | 5’ Islacker |

| Arbitro: | Hussein (Bad Harzburg) |

|                |           |  |
| Garefrekes 57’ | Marcatori |  |

| Arbitro: | Derlin (Bad Schwartau) |

|  |           |                          |
|  | Marcatori | 41’ Islacker 54’ Prießen |

| Arbitro: | Kurtes (Düsseldorf) |

|  |           |                               |
|  | Marcatori | 4’ (rig.) Kuznik 38’ Goeßling |

| Arbitro: | Illing (Limbach-Oberfrohna) |

|             |           |                      |
| Goddard 62’ | Marcatori | 29’ (rig.) Bartusiak |

| Arbitro: | Baitinger (Friesenheim) |

|  |           |                 |
|  | Marcatori | 22’ Lewandowski |

| Arbitro: | Hussein (Bad Harzburg) |

|                                                      |           |  |
| Magull 16’ (rig.) Schiewe 59’ (rig.) Wagner 87’, 90’ | Marcatori |  |

| Arbitro: | Lohmeyer (Holtland) |

|                                              |           |                                                      |
| Hearn 5’ Landeka 55’, 75’ (rig.) Rudelić 87’ | Marcatori | 23’ Islacker 70’, 80’, 90+2’ Marozsán 81’ Garefrekes |

| Arbitro: | Kunkel (Amburgo) |

|                           |           |  |
| Marozsán 39’ Islacker 45’ | Marcatori |  |

| Arbitro: | Müller-Schmäh (Potsdam) |

|  |           |                                                     |
|  | Marcatori | 26’ Islacker 38’ Garefrekes 87’ Hendrich 89’ Linden |

#### Girone di ritorno
| Arbitro: | Stolz (Pritzwalk) |

|                                       |           |                   |
| Schüller 21’ Hartmann 26’, 76’ (rig.) | Marcatori | 12’, 33’ Islacker |

| Arbitro: | Heimann (Gladbeck) |

|                                            |           |            |
| Islacker 21’, 67’ Ōgimi 78’ Garefrekes 90’ | Marcatori | 84’ Bürger |

| Arbitro: | Kurtes (Düsseldorf) |

|                           |           |                                           |
| Huth 7’, 66’ Hanebeck 55’ | Marcatori | 33’ Laudehr 42’ Storzel 60’, 90’ Marozsán |

| Arbitro: | Heimann (Gladbeck) |

|                                              |           |  |
| Marozsán 1’ Islacker 32’, 33’ Garefrekes 58’ | Marcatori |  |

| Arbitro: | Baitinger (Friesenheim) |

|                                             |           |              |
| Graham Hansen 34’, 79’ (rig.) Jakabfi 90+3’ | Marcatori | 23’ Marozsán |

| Arbitro: | Söder (Ingolstadt) |

|                                        |           |  |
| Islacker 2’ (rig.) Garefrekes 60’, 79’ | Marcatori |  |

| Arbitro: | Hussein (Bad Harzburg) |

|  |           |               |
|  | Marcatori | 31’ Bartusiak |

| Arbitro: | Diekmann (Dortmund) |

|  |           |                      |
|  | Marcatori | 8’ Magull 40’ Starke |

| Arbitro: | Wacker (Lehrensteinsfeld) |

|                                                          |           |             |
| Islacker 2’, 16’ Garefrekes 34’ Van Egmond 72’ Ōgimi 85’ | Marcatori | 78’ Voňková |

| Arbitro: | Wozniak (Herne) |

|  |           |                                     |
|  | Marcatori | 45’ Islacker 64’ Marozsán 67’ Ōgimi |

| Arbitro: | Heimann (Gladbeck) |

|                                         |           |  |
| Ōgimi 28’ Groenen 44’ Islacker 77’, 78’ | Marcatori |  |

### DFB-Pokal der Frauen
| Arbitro: | Wacker (Lehrensteinsfeld) |

|  |           | |
|  | Marcatori | 8’, 10’, 39’, 67’ Garefrekes 19’, 58’ Prießen 28’, 50’ (rig.) Van Egmond 32’ Laudehr 37’ Linden 47’, 71’, 83’ Ōgimi 89’ Groenen |

| Arbitro: | Kurtes (Düsseldorf) |

|                           |           |  |
| Miedema 14’ Behringer 39’ | Marcatori |  |

### UEFA Women's Champions League
| Arbitro: | Vesna Budimir |

|  |           |                                   |
|  | Marcatori | 10’ (rig.) Schmidt 86’ Garefrekes |

| Arbitro: | Morag Pirie |

|                                                                                       |           |  |
| Islacker 6’ Garefrekes 44’ Bartusiak 48’ (rig.) Ōgimi 68’ Crnogorčević 84’ Linden 86’ | Marcatori |  |

| Arbitro: | Silvia Tea Spinelli |

|  |           |                             |
|  | Marcatori | 37’ Islacker 56’ Garefrekes |

| Arbitro: | Gyöngyi Gaál |

|                                                |                      |                                               |
|                                                | Marcatori            | 12’ Lundh 70’ Lund                            |
| Laudehr Marozsán Crnogorčević Störzel Islacker | Tiri di rigore 5 – 4 | Herlovsen Lund van den Berg Sønstevold Spitse |

| Arbitro: | Cristina Dorcioman |

|  |           |                     |
|  | Marcatori | 71’ (rig.) Marozsán |

| Arbitro: | Carina Vitulano |

|                                          |                      |                                                   |
|                                          | Marcatori            | 28’ Gunnarsdóttir                                 |
| Laudehr Störzel Islacker Schmidt Prießen | Tiri di rigore 5 – 4 | Gunnarsdóttir Andonova Marta Enganamouit Berglund |

| Arbitro: | Teodora Albon |

|                                                |           |  |
| Kerschowski 7’ Popp 28’ Peter 42’ Bachmann 58’ | Marcatori |  |

| Arbitro: | Kateryna Monzul' |

|             |           |  |
| Prießen 90’ | Marcatori |  |

## Statistiche

### Statistiche di squadra
| Competizione         | Punti | In casa | In casa | In casa | In casa | In casa | In casa | In trasferta | In trasferta | In trasferta | In trasferta | In trasferta | In trasferta | Totale | Totale | Totale | Totale | Totale | Totale | DR  |
| Competizione         | Punti | G       | V       | N       | P       | Gf      | Gs      | G            | V            | N            | P            | Gf           | Gs           | G      | V      | N      | P      | Gf     | Gs     | DR  |
| -------------------- | ----- | ------- | ------- | ------- | ------- | ------- | ------- | ------------ | ------------ | ------------ | ------------ | ------------ | ------------ | ------ | ------ | ------ | ------ | ------ | ------ | --- |
| Frauen-Bundesliga    | 46    | 11      | 8       | 0       | 3       | 25      | 7       | 11           | 7            | 1            | 3            | 24           | 18           | 22     | 15     | 1      | 6      | 49     | 25     | +24 |
| DFB-Pokal der Frauen | -     | -       | -       | -       | -       | -       | -       | 2            | 1            | 0            | 1            | 14           | 2            | 2      | 1      | 0      | 1      | 14     | 2      | +12 |
| Champions League     | -     | 4       | 2       | 0       | 2       | 7       | 3       | 4            | 3            | 0            | 1            | 5            | 4            | 8      | 5      | 0      | 3      | 12     | 7      | +5  |
| Totale               | -     | 15      | 10      | 0       | 5       | 32      | 10      | 17           | 11           | 1            | 5            | 43           | 24           | 32     | 21     | 1      | 10     | 75     | 34     | +41 |

### Andamento in campionato
| Giornata  | 1 | 2 | 3 | 4 | 5 | 6 | 7 | 8 | 9 | 10 | 11 | 12 | 13 | 14 | 15 | 16 | 17 | 18 | 19 | 20 | 21 | 22 |
| --------- | - | - | - | - | - | - | - | - | - | -- | -- | -- | -- | -- | -- | -- | -- | -- | -- | -- | -- | -- |
| Luogo     | C | T | C | T | C | T | C | T | T | C  | T  | T  | C  | T  | C  | T  | C  | T  | C  | C  | T  | C  |
| Risultato | V | V | V | V | P | N | P | P | V | V  | V  | P  | V  | V  | V  | P  | V  | V  | P  | V  | V  | V  |
| Posizione | 5 | 3 | 2 | 2 | 2 | 2 | 5 | 5 | 4 | 3  | 3  | 3  | 3  | 2  | 2  | 3  | 3  | 3  | 3  | 3  | 3  | 3  |

Legenda:

Luogo: C = Casa; T = Trasferta. Risultato: V = Vittoria; N = Pareggio; P = Sconfitta.

### Statistiche delle giocatrici
| Giocatore         | Frauen-Bundesliga | Frauen-Bundesliga | Frauen-Bundesliga | Frauen-Bundesliga | DFB-Pokal der Frauen | DFB-Pokal der Frauen | DFB-Pokal der Frauen | DFB-Pokal der Frauen | Champions League | Champions League | Champions League | Champions League | Totale   | Totale | Totale      | Totale     |
| Giocatore         | Presenze          | Reti              | Ammonizioni       | Espulsioni        | Presenze             | Reti                 | Ammonizioni          | Espulsioni           | Presenze         | Reti             | Ammonizioni      | Espulsioni       | Presenze | Reti   | Ammonizioni | Espulsioni |
| ----------------- | ----------------- | ----------------- | ----------------- | ----------------- | -------------------- | -------------------- | -------------------- | -------------------- | ---------------- | ---------------- | ---------------- | ---------------- | -------- | ------ | ----------- | ---------- |
| N. Anstatt        | 2                 | 0                 | 0                 | 0                 | -                    | -                    | -                    | -                    | 0                | 0                | 0                | 0                | 2        | 0      | 0           | 0          |
| S. Bartusiak      | 17                | 2                 | 1                 | 0                 | 2                    | 0                    | 1                    | 0                    | 8                | 1                | 1                | 0                | 27       | 3      | 3           | 0          |
| C. Bösl           | -                 | -                 | -                 | -                 | -                    | -                    | -                    | -                    | -                | -                | -                | -                | -        | -      | -           | -          |
| A-M. Crnogorčević | 18                | 0                 | 1                 | 0                 | 2                    | 0                    | 0                    | 0                    | 6                | 1                | 0                | 0                | 26       | 1      | 1           | 0          |
| J. Clark          | 6                 | 0                 | 0                 | 0                 | 0                    | 0                    | 0                    | 0                    | 2                | 0                | 0                | 0                | 8        | 0      | 0           | 0          |
| M. Friedrich      | 1                 | 0                 | 0                 | 0                 | -                    | -                    | -                    | -                    | -                | -                | -                | -                | 1        | 0      | 0           | 0          |
| K. Garefrekes     | 21                | 8                 | 0                 | 0                 | 2                    | 4                    | 0                    | 0                    | 8                | 3                | 0                | 0                | 31       | 15     | 0           | 0          |
| J. Groenen        | 21                | 1                 | 1                 | 0                 | 2                    | 1                    | 0                    | 0                    | 8                | 0                | 0                | 0                | 31       | 2      | 1           | 0          |
| K. Hendrich       | 21                | 1                 | 1                 | 0                 | 1                    | 0                    | 0                    | 0                    | 8                | 0                | 0                | 0                | 30       | 1      | 1           | 0          |
| M. Islacker       | 22                | 17                | 3                 | 0                 | 1                    | 0                    | 0                    | 0                    | 8                | 2                | 1                | 0                | 31       | 19     | 4           | 0          |
| A-K. Kremer       | -                 | -                 | -                 | -                 | -                    | -                    | -                    | -                    | -                | -                | -                | -                | -        | -      | -           | -          |
| P. Kuznik         | 19                | 0                 | 3                 | 0                 | 2                    | 0                    | 1                    | 0                    | 7                | 0                | 1                | 0                | 28       | 0      | 5           | 0          |
| S. Laudehr        | 16                | 1                 | 0                 | 0                 | 2                    | 1                    | 0                    | 0                    | 5                | 0                | 1                | 0                | 23       | 2      | 1           | 0          |
| V. Limani         | -                 | -                 | -                 | -                 | -                    | -                    | -                    | -                    | -                | -                | -                | -                | -        | -      | -           | -          |
| I. Linden         | 13                | 2                 | 0                 | 0                 | 2                    | 1                    | 0                    | 0                    | 6                | 1                | 0                | 0                | 21       | 4      | 0           | 0          |
| J. Löber          | -                 | -                 | -                 | -                 | -                    | -                    | -                    | -                    | -                | -                | -                | -                | -        | -      | -           | -          |
| D. Marozsán       | 14                | 9                 | 2                 | 0                 | 4                    | 4                    | 0                    | 0                    | 1                | 0                | 0                | 0                | 19       | 13     | 2           | 0          |
| S. Matheis        | 3                 | 0                 | 0                 | 0                 | -                    | -                    | -                    | -                    | 0                | 0                | 0                | 0                | 3        | 0      | 0           | 0          |
| J. Matuschewski   | 2                 | 0                 | 0                 | 0                 | -                    | -                    | -                    | -                    | 1                | 0                | 0                | 0                | 3        | 0      | 0           | 0          |
| I. Möller         | 1                 | 0                 | 0                 | 0                 | -                    | -                    | -                    | -                    | -                | -                | -                | -                | 1        | 0      | 0           | 0          |
| Y. Ōgimi          | 16                | 5                 | 1                 | 0                 | 2                    | 3                    | 0                    | 0                    | 5                | 1                | 0                | 0                | 23       | 9      | 1           | 0          |
| T. Panfil         | 2                 | 0                 | 0                 | 0                 | -                    | -                    | -                    | -                    | -                | -                | -                | -                | 2        | 0      | 0           | 0          |
| A. Preuß          | 7                 | -9                | 0                 | 0                 | -                    | -                    | -                    | -                    | 0                | 0                | 0                | 0                | 7        | -9     | 0           | 0          |
| M. Prießen        | 22                | 1                 | 2                 | 0                 | 2                    | 2                    | 0                    | 0                    | 8                | 1                | 2                | 0                | 32       | 4      | 4           | 0          |
| C. Rumpf          | -                 | -                 | -                 | -                 | -                    | -                    | -                    | -                    | -                | -                | -                | -                | -        | -      | -           | -          |
| S. Schmidt        | 14                | 0                 | 2                 | 0                 | 1                    | 0                    | 0                    | 0                    | 5                | 1                | 0                | 0                | 20       | 1      | 2           | 0          |
| D. Schumann       | 12                | -8                | 1                 | 1                 | 0                    | 0                    | 0                    | 0                    | 4                | 0                | 0                | 0                | 16       | -8     | 1           | 1          |
| L. Störzel        | 14                | 1                 | 2                 | 0                 | 2                    | 0                    | 1                    | 0                    | 6                | 1                | 1                | 0                | 22       | 2      | 4           | 0          |
| E. Uzungüney      | -                 | -                 | -                 | -                 | -                    | -                    | -                    | -                    | -                | -                | -                | -                | -        | -      | -           | -          |
| E. Van Egmond     | 17                | 1                 | 2                 | 0                 | 2                    | 0                    | 0                    | 0                    | 3                | 0                | 0                | 0                | 22       | 1      | 2           | 0          |